# Poul F. Joensen

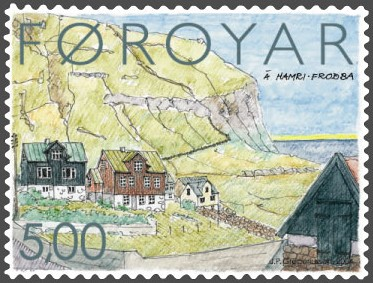
Ortsteil á Hamri in Froðba: In dem roten Haus lebte Poul F. mit seiner Frau seit 1919 bis zu seinem Tode. Färöische Briefmarke von 2004

Poul Frederik Joensen (geboren am 18. November 1898 in Sumba, Färöer; gestorben am  27. Juni 1970 in Froðba; auf den Färöern auch Pól F. Joensen, meist aber Poul F. Joensen) war ein färöischer Lehrer und Dichter, der vor allem durch seine respektlosen Satiren auffiel.

## Biographie

### Frühe Jahre

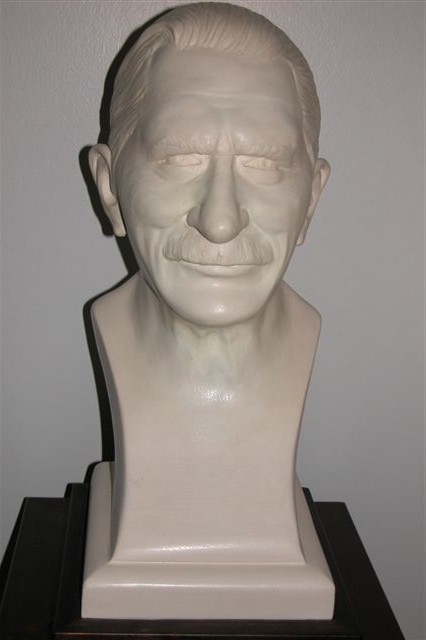
Die im Januar 2007 in Sumba enthüllte Büste von Poul F. Joensen.

Poul wurde am 18. November 1898 im südlichsten Ort der Färöer, Sumba, als Sohn von Daniel Jacob Joensen í Hørg und Anna Sofia, geb. Langaard geboren. Beide Elternteile stammten aus dem Ort. Poul war das älteste Kind von neun Geschwistern.
Als 14-Jähriger fuhr er, wie viele seiner Freunde, zunächst einmal zur See und kam auf einem Fischereischiff bis nach Island. Als er anschließend auf dem Fischereischiff Robert Miller anheuern wollte, waren seine Eltern jedoch dagegen und schickten ihn stattdessen auf die Färöische Lehrerschule nach Tórshavn. Diese Entscheidung der Eltern sollte sich als vorausschauend erweisen, denn die Robert Miller ging später mit Mann und Maus unter und es gab keine Überlebenden.
Poul F. beendete 1917 seine Ausbildung als Lehrer und ging zunächst wieder zurück nach Sumba. Er unterrichtete hier von 1917 bis 1919 zwei Jahre als Lehrer an der zwischen Lopra und Akrar gelegenen Schule á Leiti. Im Jahr 1919 zog er nach Froðba, in den Norden seiner Heimatinsel Suðuroy, wo er 1923 Julia Mortensen heiratete und bis 1927 dort als Lehrer unterrichtete. Er kam jedoch mit dem Lehrerdasein nicht zurecht und zog es daher vor, als einfacher Mann auf seinem kleinen Hof zu arbeiten und zu schreiben.

### Werk
Im Jahr 1924 veröffentlichte er seine erste Gedichtsammlung Gaman og álvara (Spaß und Ernst), die von Richard Long im Verlag Varðin herausgegeben wurde. Sie ist nach Yrkingar von Janus Djurhuus aus dem Jahr 1914 die zweite Gedichtsammlung in färöischer Sprache.
Joensen nimmt in seinem satirischen Werk kein Blatt vor den Mund, was vielen seiner Zeitgenossen etwas zu weit geht. Er schwingt sein Schwert über alle Arten von Autoritäten und insbesondere die Bigotterie mancher Geistlicher. Kein Grundpfeiler der Gesellschaft ist vor seinem Spott sicher. Für seine Liebesgedichte wiederum erfährt er ungeteilte Wertschätzung im Lande. Ebenso macht er sich in der färöischen Literatur für die Bewahrung der alten kvæði (färöische Balladen) im 20. Jahrhundert verdient, indem er selber welche niederschreibt.
1963 wurde Pól F. Joensen für sein bisheriges Lebenswerk mit dem Färöischen Literaturpreis ausgezeichnet. Noch lange nach seinem Tode wird er immer wieder rezitiert und vertont, wie zum Beispiel von Eivør Pálsdóttir auf ihrem Debüt-Album 2000.

## Gedenken

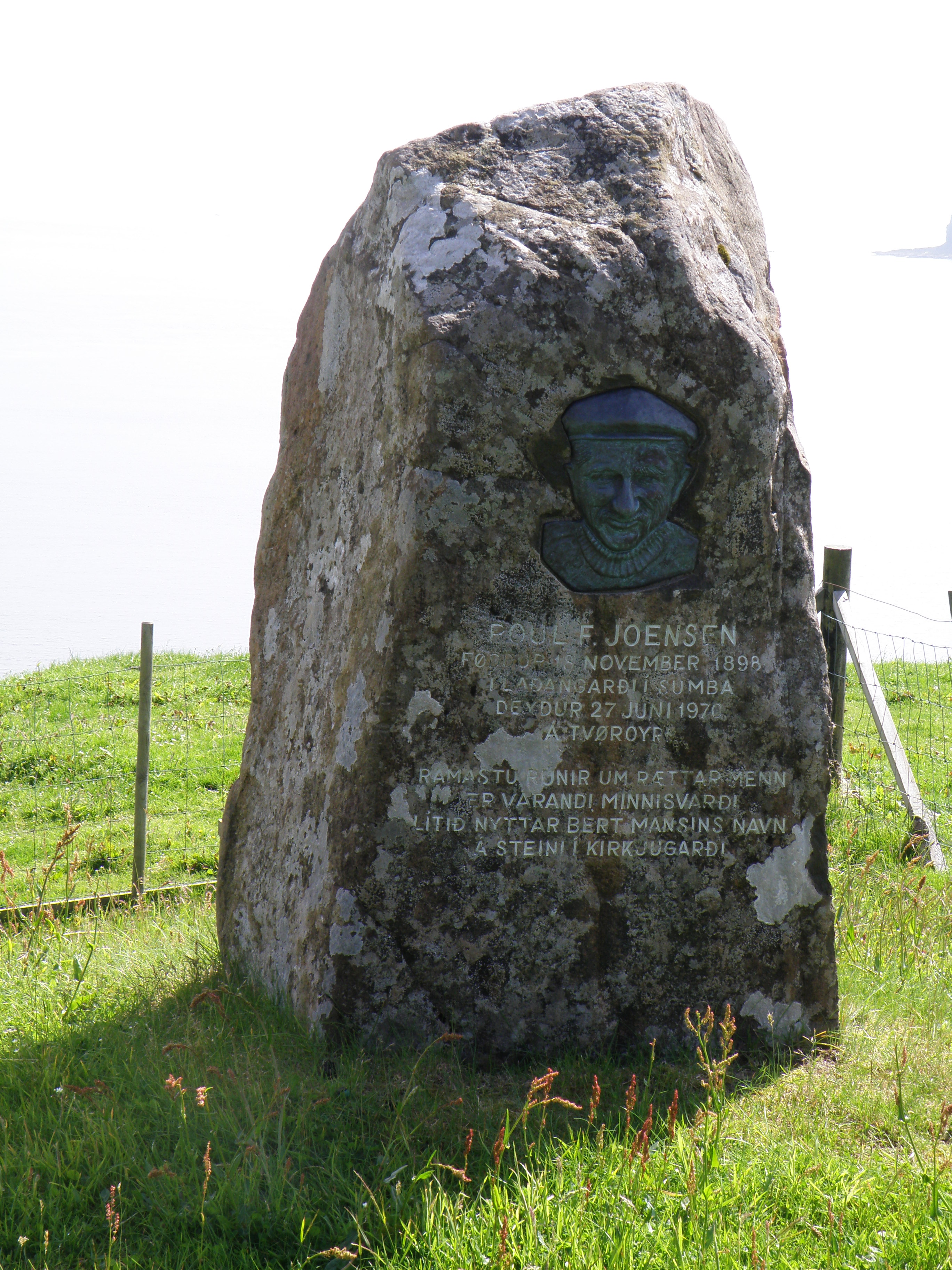
Gedächtnisstein für Poul F. Joensen in Froðba.

Am 19. Januar 2007 wurde in der Schule von Sumba eine Büste zu Ehren Joensens enthüllt, die der italienische Bildhauer Giovanni Francesco Nonne aus Gips anfertigte.
Im Juni 2007 wurde in Froðba in der Nähe seines Wohnhauses ein Gedächtnisstein (Minnissteinur) errichtet. Der Stein selbst kommt aus Sumba, der Ort, in dem Poul F. geboren wurde und aufgewachsen ist.

## Nachkommen
Poul F. Joensen ist der Großvater vom färöischen Politiker Kristin Michelsen, seit 2001 Bürgermeister der Gemeinde Tvøroyri und seit 2011 Abgeordneter der färöischen Sozialdemokraten im Løgting ist. Kristin Michelsen wohnt wie sein Großvater in Froðba.

## Werke
Von den Gedichten Poul F. Joensens wurden einige ins Dänische, Schwedische, Deutsche und Englische übersetzt. Seine Monographien erschienen bisher nur auf Färöisch:
- 1924 Gaman og álvara (Tórshavn, 1924 - 48 S. – Gedichtband)
- 1942 Millum heims og heljar (5. Auflage: Tórshavn: Einars Prent, 1985 - 126 S. – Gedichtband)
- 1955 Lívsins kvæði (2. Auflage: Tórshavn: Einars Prent, 1975 - 85 S. – Gedichtband)
- 1963 Seggjasøgur úr Sumba (2. Auflage: Tórshavn: Einars Prent, 1986 - 151 S. – Erzählung)
- 1967 Ramar risti hann rúnirnar (2. Auflage: Tórshavn: Einars Prent, 1988 - 119 S. – Gedichtband)